# Une pierre dans la bouche
Pour plus de détails, voir Fiche technique et Distribution.
Une pierre dans la bouche est un film franco-saoudien réalisé par Jean-Louis Leconte et sorti en 1983

## Synopsis
Un homme traqué la nuit par deux tueurs, finit par se cacher dans une maison appartenant à un aveugle. Une amitié complice s'installe.

## Fiche technique
- Titre : Une pierre dans la bouche
- Réalisation : Jean-Louis Leconte
- Scénario : Gérard Brach et Jean-Louis Leconte
- Photographie : Henri Alekan
- Décors : Jean-Pierre Bazerolle et Colombe Anouilh d'Harcourt
- Costumes : Aude Messean
- Son : Philippe Lioret
- Musique : Egisto Macchi
- Montage : Geneviève Letellier
- Production :  Hélia Films - Salsaud International
- Producteurs exécutifs: Saud Bin Saad Bin Mohammad Al Saud, Raghid El Chammah.
- Pays d'origine :  France -  Arabie saoudite
- Durée : 105 minutes
- Date de sortie : France - 5 octobre 1983

## Distribution
- Harvey Keitel : Tony
- Michel Robin : Victor
- Richard Anconina : Marc
- Catherine Frot : Jacqueline
- Geneviève Mnich : Suzanne
- Bruno Balp : Daniel
- Jeffrey Kime : le tueur américain
- Hugues Quester : l'automobiliste
- Jacques Boudet : le pompiste